# ポーランド関係記事の一覧
ポーランド関係記事の一覧（ポーランドかんけいきじのいちらん）
- ポーランド出身の人物についてはポーランド人の一覧を参照

## あ行
- アウグストゥフ - ポーランド北東部の町
- アウグストフ県（ロシア語版、英語版） - かつてポーランド王国に存在していた県の一つ
- アウシュヴィッツ＝ビルケナウ強制収容所 - 世界遺産
- アウシュヴィッツ・ビルケナウ博物館 - 世界遺産
- アカデミー外国語映画賞ポーランド代表作品の一覧

- イェドヴァブネ事件 - 1941年のユダヤ人虐殺事件
- イディッシュ語
- イディッシュ文化

- ヴァヴェル大聖堂 - クラクフにある大聖堂
- ヴァヴェルの竜 - クラクフの伝説
- ヴァルタ川
- ヴィエリチカ岩塩坑 - 世界遺産
- ウィキペディアモニュメント - 2014年にポーランドのスウビツェに設立された、ウィキペディアの投稿者らを讃える像
- ヴィスワ川
- ヴェステルプラッテ - ヴィスワ川の河口にある岬
- ヴェンゴジーノ - 基礎自治体
- ウォッカ#ポーランド
- ヴォイヴォダ - スラブ語圏の「公爵」、一国の元首級）

公国 Voivodship （広くヴィヴォトの治める領域。ただ、ポーランドの県の意味にも使われる。県 (ポーランド)を参照）
- ヴォルィーニ（ヴォリニア、ロドメリア） - ウクライナの歴史的地名。一時ポーランドが領有
- ウクライナ東方カトリック教会 - 1596年にポーランド・リトアニア共和国で設立された
- ウッチ - ポーランド第3の都市
- ヴロツワフ - ポーランド西部の中心都市

- エクストラクラサ - サッカーの最上位リーグ
- エルゴ・アリーナ - 多目的アリーナ
- 円卓会議 (ポーランド) - 1989年

- 黄金の自由 - かつて機能した貴族支配による民主主義政治
- 欧州大学院大学 - ベルギーにある大学。ポーランドのナトリンにもキャンパスを設置
- オゴネク - ポーランド語などで使用されるダイアクリティカルマーク
- オシフィエンチム - アウシュヴィッツ第一強制収容所が所在した都市
- オストルフ・ヴィエルコポルスキ駅
- オーデル川
- オーデル・ナイセ線 - ポーランドとドイツの国境
- オムサ県（英語版） -  かつてロシア帝国領として存在していた県の一つ
- オポーレ中央駅
- オルディナツィア - ポーランド・リトアニア共和国での世襲制の所領

## か行
- 回復領 - 第二次世界大戦後にポーランドに編入された地域
- カティンの森事件 - 第二次大戦中にソ連のグニェズドヴォ近郊の森でポーランド軍将校ら約2万人が虐殺された事件
  - カティンの森 - 上記の事件を題材にした映画
- カトヴィツェ駅
- 株式会社 (ポーランド)
- カリシュ県（ロシア語版、英語版） - かつてロシア帝国の支配下にあった当時に作られた県の一つ
- ガリチア - ガリツィア、ガリチヤとも。現在のウクライナ南西部。ポーランド人も
- カルヴァリア・ゼブジドフスカ - 都市、世界遺産（マニエリスム建築と公園が織りなす景観及び巡礼公園）
- カルパート山脈

- キェルツェ県（ロシア語版、英語版） -  かつてロシア帝国の支配下にあった当時に作られた県の一つ
- 逆ポーランド記法 - プログラム等の記述法
- 旧ドイツ東部領土

- グダニスク - ポーランド北部の中心都市
- グダニスク造船所
- グダニスク中央駅
- グダニスク・レフ・ヴァウェンサ空港
- クラクフ - 都市、世界遺産
- クラクフ音楽アカデミー
- クラクフ歌劇場
- クラクフ共和国 - 19世紀前半にあった国家
- クラクフ経済大学
- クラクフ・ゲットー - 第二次世界大戦中にクラクフに設置されたユダヤ人隔離地域
- クラクフ県（ロシア語版、英語版） -  かつてロシア帝国の支配下にあった当時に作られた県の一つ
- クラクフ工業大学
- クラクフ大公国  - 1846年から1918年にかけて存在した国家
- クラクフ中央駅
- クラクフ・プワシュフ強制収容所 - クラクフ郊外のプワシュフに設置されたユダヤ人強制収容所。映画『シンドラーのリスト』の舞台
- クラクフ蜂起（英語版、ポーランド語版） - 1846年の闘争
- グループ49 - 3人の作曲家が1949年に結成
- グロシュ - 通貨単位（補助単位）

- 県 (ポーランド) - 地方行政区画

- 国王自由選挙 - 16世紀後半から18世紀後半までポーランド・リトアニア共和国で実施されていた選挙
- 国会 (ポーランド)
  - 議会選挙：1989年ポーランド議会選挙 - 1991年ポーランド議会選挙 - 1993年ポーランド議会選挙 - 1997年ポーランド議会選挙 - 2001年ポーランド議会選挙 - 2005年ポーランド議会選挙 - 2007年ポーランド議会選挙 - 2011年ポーランド議会選挙
- 国家記銘院 - 公共機関
- 琥珀の道 - 古代の琥珀の交易路。琥珀街道の別名を持ち、水上交通ならび古代の交通路として存在していた
- コルシュキ駅

## さ行
- ザコパネ駅
- ザモシチ - 都市、世界遺産（ザモシチ旧市街）
- サン川

- 自衛 (ポーランド) - 政党
- シェシュペ川
- シェドルツェ県（ロシア語版、英語版） - かつてロシア帝国領として存在していた当時に設けられた県の一つ
- ジェネレーション51 - 1951年生まれの著名な音楽家
- 自由都市ダンツィヒ
- 十六人裁判 - 1945年の、ポーランドの独立運動を指導した16人に対するソビエト連邦による裁判
- シュチェチン - ポーランド北西部の中心都市
- シュチェルビェツ - 14世紀から18世紀までポーランド王の戴冠式で元居られた儀礼剣
- シュラフタ - かつてポーランド王国に存在した貴族
- ショパン音楽アカデミー - ワルシャワにある音楽大学
- シレジア - 歴史的地域、ポーランド語では「シロンスク」
- シレジア競技場
- シンドラーのリスト - ナチス・ドイツ占領下のポーランドを舞台にした1993年のアメリカ映画

- ズウォティ - 通貨単位
- スウビツェ駅
- ズデーテン山地
- ズブロッカ（ジュブルフカ）- ウォッカ
- スモレンスク戦争 - 17世紀前半の戦争
- スワウキ県（ロシア語版、英語版） - かつてロシア帝国領として存在していた当時に作られた県の一つ

- 世代 (映画)

- ソビエト占領下のポーランドにおける反ユダヤ運動
- ソビボル強制収容所
- ソラリス (バス) - 自動車メーカー

## た行
- 大洪水時代 - 17世紀後半の戦争
- 大理石の男 - 映画
- タトラ山脈

- チェシン駅
- チェルヴェンの諸都市 - ポーランド王国とキエフ大公国とで領有を争った諸都市。現在はポーランド、ウクライナ、ベラルーシの諸都市
- チェンストホヴァ駅
- 地下水道 (映画) - 映画

- テレスポル駅

- ドイツ系ポーランド人
- ドイツ・ポーランド国境条約
- 東欧革命 - 1989年
- 独立自主管理労働組合「連帯」 - 反共産主義運動
- トルン - 都市、世界遺産（中世都市トルン）
- ドンブロフスキのマズルカ - 国歌

## な行
- ナイセ川
- ナレフ川
- 西プロイセン
- ノテチ川

## は行
- 灰とダイヤモンド - 小説
  - 灰とダイヤモンド (映画)
- ハウプキ駅
- バリツェ空港
- バール連盟 - 18世紀後半にポーランド貴族が結成した連盟
- ハールィチ・ヴォルィーニ大公国（ハリチ＝ヴォリニア） - 12世紀末から14世紀半ばまで存在した、現在の東ポーランドを含んでいた国
- バレーボールポーランド女子代表

- ビェルスコ＝ビャワ中央駅
- 東プロイセン - 現在はポーランド・ロシア・リトアニアに含まれている地域
- ビゴス - 煮込み料理
- ビャウィストク - ポーランド北東部の中心都市
- ビャウォヴィエジャの森 - 世界遺産
- 百周年記念ホール (ヴロツワフ) - 世界遺産
- ピャスト家 - ポーランドの王家・諸侯
- ピャスト朝 - 10世紀から14世紀まで続いた王朝

- ファイト・シュトースの祭壇画 - クラクフの聖マリア教会にある祭壇画
- ブィドゴシュチュ
- ブィドゴシュチュ・イグナツィ・ヤン・パデレフスキ空港
- ブィドゴシュチュ中央駅
- プウォツク県（ロシア語版、英語版） - かつてロシア帝国領であった時代に、同国地域にて存在していた県の一つ
- ブク川
- ブラーツラウ（ブラツワフ） - ウクライナの町。1569年から1793年までポーランド・リトアニア共和国が領有

- ヘトマン - 元首の称号
- ペトロコフスカヤ県（ロシア語版） - かつてロシア帝国領であった時代に、同国地域にて存在していた県の一つ  
  - ペトロコフスキー地区（ロシア語版） - ペトロコフスカヤ県の地区の一部

- ポジーリャ（ポドリア） - ウクライナの歴史的地名。一時ポーランドの領有となる
- ポズナン  - ポーランド最古の都市の一つで、中世ポーランド王国の最初の首都
- ポズナン市立競技場
- ポズナン暴動 - 1956年の暴動
- ポドラスカ県 (1837年-1844年)（ロシア語版、英語版） - かつてロシア帝国領であった時代に、同国地域にて存在していた県の一つ
- ポーランド・アンジュー朝 - 1370年から1399年まで存在した王朝
- ポーランド・エクストラリーガ - 野球リーグ
- ポーランド音楽情報センター
- ポーランド王国 - 11世紀から16世紀まで存在した国家
- ポーランド王国 (1916年-1918年)
- 王領プロイセン
- ポーランド海軍
  - ポーランド海軍艦艇一覧
- ポーランド外務省
- ポーランド回廊
- ポーランド科学アカデミー
  - ポーランド科学アカデミー宇宙研究センター
- ポーランド家族同盟 - 政党
- ポーランド・カップ - サッカーの大会
- ポーランド・カトリック教会
- ポーランド記法 - プログラム等の記述法
- ポーランド共和国下院
- ポーランド共和国社会民主党
- ポーランド共和国上院
- ポーランド空軍
  - ポーランド空軍Tu-154墜落事故
- ポーランド軍
  - ポーランド軍参謀本部
- ポーランド君主一覧
- ポーランド系アメリカ人
- ポーランド継承戦争 - 18世紀前半の戦争
- ポーランド系ドイツ人
- ポーランド元帥
- ポーランド語
  - ポーランド語アルファベット
  - ポーランド語キー配列
  - ポーランド語語源辞典
  - ポーランド語の点字
  - ポーランド語版ウィキペディア
- ポーランド航空5055便墜落事故
- ポーランド国王
- ポーランド国鉄
  - ポーランド国鉄EN57形電車
- ポーランド国防省
- ポーランド国民解放委員会 - 1944年から1945年まで存在したポーランドの臨時執行機関
- ポーランド国有財産省
- ポーランド国立銀行
- ポーランド国立放送交響楽団
- ポーランド財務省
- ポーランドサッカー協会
- ポーランド社会党
- ポーランド女子バレーボールリーグ
- ポーランド人
  - ポーランド人に対するナチスの犯罪
  - ポーランド人の一覧
- ポーランド侵攻
- ポーランド人民共和国
- ポーランド・スウェーデン戦争
- ポーランド数学会
- ポーランドスポーツ・観光省
- ポーランド正教会
- ポーランド清算委員会
- ポーランド赤十字社
- ポーランド総督府
- ポーランド族 - 7世紀頃よりポーランド人としてまとまってきた西スラヴ語群の諸民族
- ポーランド・ソビエト戦争 - 1919年から1921年にかけての戦争
- ポーランド・ソビエト・リガ平和条約
- ポーランドの大統領一覧
  - 大統領選挙：1990年ポーランド大統領選挙 - 1995年ポーランド大統領選挙 - 2000年ポーランド大統領選挙 - 2005年ポーランド大統領選挙 - 2010年ポーランド大統領選挙 - 2015年ポーランド大統領選挙
- ポーランド第二共和国
- ポーランド男子バレーボールリーグ
- ポーランド地質調査所地質博物館
- ポーランド通信社
- ポーランド・テレビ
- ポーランド電撃戦
- ポーランド統一労働者党
- ポーランドとウクライナのカルパティア地方の木造教会群 - 世界遺産
- ポーランドとリトアニアのヘトマン一覧
- ポーランド内務・行政省
- ポーランドにおける死刑
- ポーランドにおけるホロコースト
- ポーランド日本情報工科大学 - ワルシャワにある大学
- ポーランド農業・農村振興省
- ポーランド農民党
- ポーランドの音楽チャート
- ポーランドの河川の一覧
- ポーランドの観光地
- ポーランドの教育
- ポーランドの空港の一覧
- ポーランドの経済
- ポーランドの現代音楽
- ポーランドの国章
- ポーランドの国歌 ⇒ ドンブロフスキのマズルカ
- ポーランドの国立公園の一覧
- ポーランドの国旗
- ポーランドの首相
  - ポーランドの首相一覧
- ポーランドの食文化
- ポーランドの政党一覧
- ポーランドの世界遺産
- ポーランドの地方行政区画
- ポーランドの地方自治
- ポーランドの鉄道
- ポーランドの都市の一覧
- ポーランドのバレーボール選手一覧
- ポーランドの反独闘争
- ポーランドの民族衣装
- ポーランドのユーロビジョン・ソング・コンテスト
- ポーランドの歴史
  - 関連する地域：ウクライナ - 東側諸国 - ベラルーシ（白ルーシ） - リトアニア
- ポーランド派 - 映画監督と脚本家のグループ
- ポーランド・バルト・フィルハーモニック
- ポーランドフィギュアスケート選手権
- ポーランド復興勲章
- ポーランド分割
- ポーランド亡命政府
- ポーランド保健省
- ポーランド・マルカ - 1917年から1924年まで使用された通貨単位
- ポーランド民主化運動
- ポーランド民謡による大幻想曲
- ポーランド陸軍
- ポーランド立憲王国
- ポーランド・リトアニア共和国
- ポーランド・リトアニア合同
- ポーランド・リトアニア・ルテニア共和国
- ポーランド料理
- ポーランド労働・社会政策省
- ポルスキ・フィアット（マウィ・フィアット） - かつて存在した乗用車ブランド
- ポロネーズ - ポーランド起源の舞踊とそのための音楽

## ま行
- マイダネク - 強制収容所。ナチス・ドイツによる正式名は「ルブリン強制収容所」
- マウォポルスカ南部の木造聖堂群 - 世界遺産
- マズルカ - 民族舞踊・舞曲
- マソヴィア県（英語版）
- マゾフシェ県 - 同国の県の一つ。東中部に位置する
- マゾフシェ県 (1526年-1795年)（英語版） - ポーランド・リトアニア合同時代に設けられた県
- マゾフシェ県 (1816年-1837年)（ロシア語版） - かつてロシア帝国領として存在していた当時に設けられた県の一つ
- マゾフシェ県 (1837-1844年)（ロシア語版） - かつてロシア帝国領として存在していた当時に設けられた県の一つ
- マリー・キュリー・スクウォドフスカ大学
- マルボルク城 - 世界遺産

- 民主左翼連合 (ポーランド) - 政党

- ムジカ・チェントルム - 音楽家集団
- ムスカウ公園 - 世界遺産

- メテオ (ロケット) - 観測ロケット

## や行
- ヤヴォルとシフィドニツァの平和教会群 - 世界遺産
- ヤギェウォ大学
- ヤギェウォ朝
- ヤスナ・グラ修道院 - 都市チェンストホヴァにある修道院
  - ヤスナ・グラの聖母- ヤスナ・グラ修道院にあるイコン

- 有限会社 (ポーランド)

## ら行
- ラドム県（ロシア語版、英語版） - かつてロシア帝国領として存在していた当時、同国地域に設けられた県である

- リヴィウ大学 - 17世紀にポーランド王がリヴィウ（当時はポーランド、現在ウクライナ）に設立
- リヴィウポグロム - 1941年にリヴィウで起きたユダヤ人虐殺事件
- リヴォニア戦争 - 16世紀の戦争

- ルーシ (地名)
  - 黒ルーシ（黒ロシア） - 紅ルーシ（赤ルーシ）
- ルーシ県（ルテニア県） - 15世紀から18世紀まで存在したポーランド王国の県
- ルブリン - 都市
- ルブリン県 - 同国の県の一つ
- ルブリン県 (1837年-1917年)（ロシア語版、英語版） - かつてのロシア帝国領時代、同国地域に設けられた県
- ルブリン医科大学
- ルブリン強制収容所
- ルブリン合同 - 1569年成立の制度的同君連合

- 「連帯」選挙行動 - 政党連合

- ロシア帝国 - かつての宗主国。同国は過去、この国家によって数多くの県を設けられていた
- ロシア・ポーランド戦争 (1605年-1618年)
- ロシア・ポーランド戦争 (1654年-1667年)
- ロドメリア ⇒ ヴォルィーニ

## わ行
- ワジェンキ公園 - ワルシャワにある公園
- ワルシャワ
- ワルシャワ・オープン - かつて開催されていたテニス大会
- ワルシャワ経済大学
- ワルシャワ・ゲットー - 第二次世界大戦中にワルシャワに設置されたユダヤ人隔離地域
  - ワルシャワ・ゲットー蜂起 - 1943年の武装蜂起
- ワルシャワ県（ロシア語版、英語版） - かつてロシア帝国領として存在していた当時に設けられた県の一つ
- ワルシャワ公国 - 1807年から1813年にかけて存在した国家
- ワルシャワ国際映画祭
- ワルシャワ国立競技場
- ワルシャワ国立フィルハーモニー管弦楽団
- ワルシャワ国立美術館
- ワルシャワ市電
- ワルシャワ証券取引所
- ワルシャワ条約 (1955年)
  - ワルシャワ条約機構 - 上記条約に基づく東側諸国の軍事同盟
- ワルシャワ・ショパン空港
- ワルシャワ大学
- ワルシャワ地下鉄
- ワルシャワ中央駅
- ワルシャワ通勤鉄道
- ワルシャワでの跪き - 1970年にドイツ首相がワルシャワ・ゲットー蜂起の記念碑前で黙祷した出来事
- ワルシャワ西駅
- ワルシャワ日本人学校
- ワルシャワの秋 - ポーランドで開催される現代音楽祭
  - ワルシャワの秋 (テレビドラマ) - 帝政ロシア期に日本で受け入れたポーランド人孤児を扱った、2003年の日本のテレビドラマ
- ワルシャワの生き残り - アルノルト・シェーンベルクによる楽曲
- ワルシャワの柔肌 - 映画
- ワルシャワ杯 - フィギュアスケートの国際大会
  - 2010年ワルシャワ杯 - 2011年ワルシャワ杯 - 2012年ワルシャワ杯 - 2013年ワルシャワ杯 - 2014年ワルシャワ杯
- ワルシャワ東駅
- ワルシャワ蜂起 - 1944年の武装蜂起
- ワルシャワラジオ塔
- ワルシャワ歴史地区 - 世界遺産
- ワルシャワ労働歌 - 革命歌

## 記号・英数字
記号
- .pl - 国別コードトップレベルドメイン

数字
- 1月蜂起 - 1863年から1864年にかけてのポーランド、リトアニア等でのロシア支配への反乱
- 4人の戦車兵と犬（ポーランド語版、英語版） -   ポーランドのモノクロテレビドラマ作品。1966年から1970年にかけて製作・放送された
- 11月蜂起 - 1830年から1831年にかけてのポーランド及びリトアニアでのロシア支配への反乱
- 5月3日憲法 - 1791年採択のポーランド・リトアニア共和国の憲法

A-Z
- AGH科学技術大学
- FSO (自動車メーカー)（Fabryka Samochodów Osobowych）
- Helltaker - コンピュータゲーム。2020年5月11日にSteamで公開されている
- ICAO空港コードの一覧/E#EP - ポーランド
- PGEアリーナ・グダニスク - サッカー競技場
- TK (戦車)
- T.Love - バンドグループ
- en:Polish minority in Romania